# Ligne Shinkansen Hokkaidō
La ligne Shinkansen Hokkaidō (北海道新幹線, Hokkaidō Shinkansen) est une ligne japonaise de chemin de fer à grande vitesse située entre Aomori au nord de la région du Tōhoku et Sapporo sur l'île d'Hokkaidō. Depuis le 26 mars 2016, le tronçon entre les gares de Shin-Aomori et Shin-Hakodate-Hokuto est en service commercial.

## Histoire
La construction de la ligne a débuté en mai 2005 depuis Shin-Aomori, actuel terminus de la ligne Shinkansen Tōhoku, et Shin-Hakodate-Hokuto, dans la ville de Hokuto. La ligne passe par le tunnel du Seikan dont les voies ont un double écartement pour permettre le passage des Shinkansen et des trains classiques, surtout des trains de marchandises. La ligne va jusqu'à Oshima-Ōno (nouveaux ateliers de maintenance des rames Shinkansen destinées au service) avec la nouvelle gare Shinkansen Shin-Hakodate-Hokuto qui à l'origine s'appelait Oshima-Ōno. Par la suite, l'extension des 211,3 km de la ligne qui sera composée d'environ 76 % de tunnels sera étendue jusqu'à Sapporo avec une ouverture prévisionnelle initiale en mars 2031 qui a été repoussée au plus tôt à mars 2039. Le chantier se poursuit depuis 2015 de Oshima-Ōno à Sapporo sur l'ensemble du tracé avec plusieurs tronçons en constructions. L'un d'eux comprend le futur tunnel Murayama (5,265 km) dont l'entrée est située à 900 mètres de la gare Shinkansen Shin-Hakodate-Hokuto, il est fini depuis 2023. Par ailleurs, il y aura 3 autres tunnels significatifs de construits sur cette nouvelle section de ligne à savoir : le tunnel d'Oshima (environ 32,7 km), le tunnel de Shishi (environ 18,0 km) et le tunnel de Sasson (environ 26,2 km). Après ces travaux, le trajet intégral en Shinkansen de Tokyo jusqu'à Sapporo s'effectuera normalement en 5h00 environ (au minimum à la fin mars 2031).

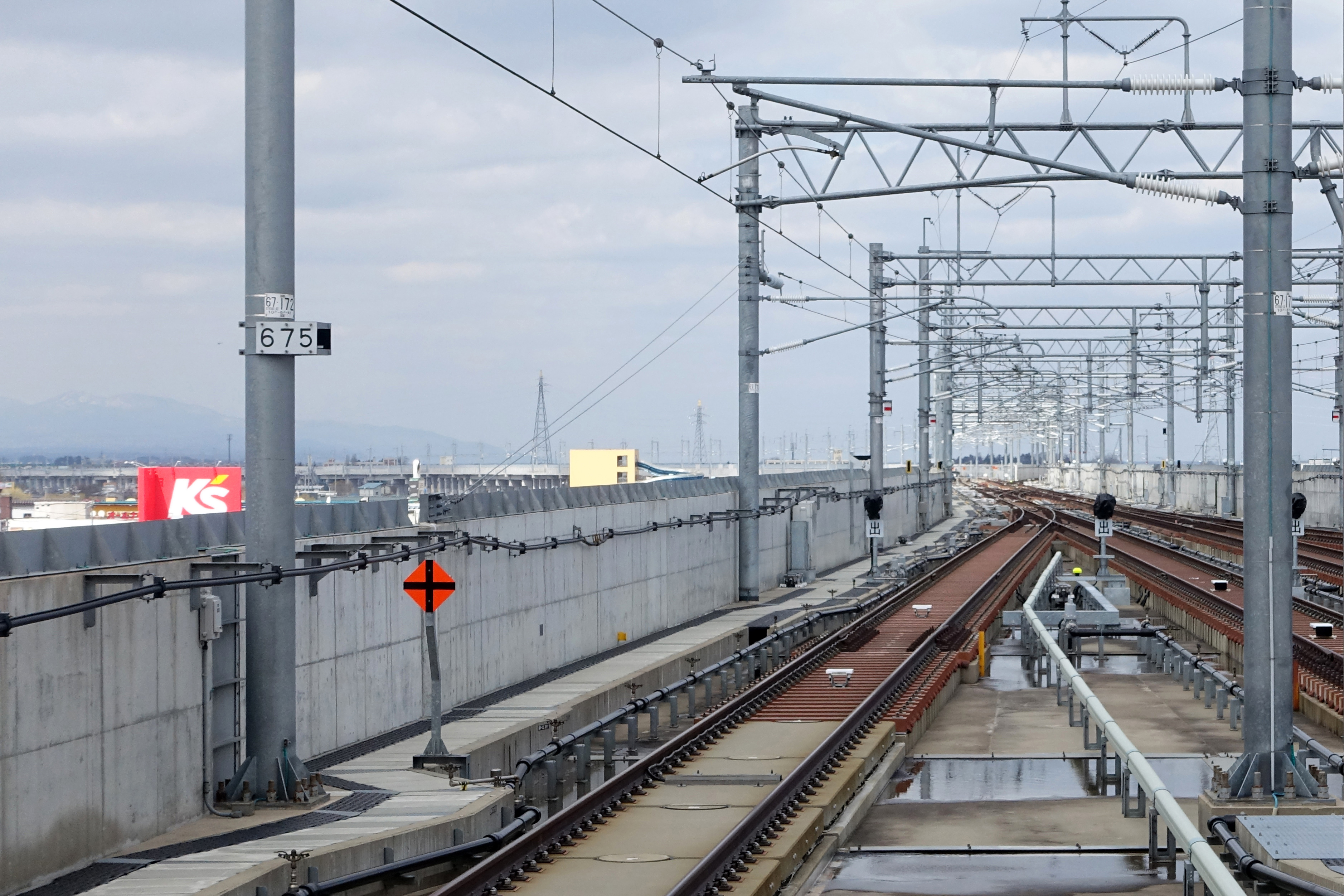
Debut de la ligne à Shin-Aomori

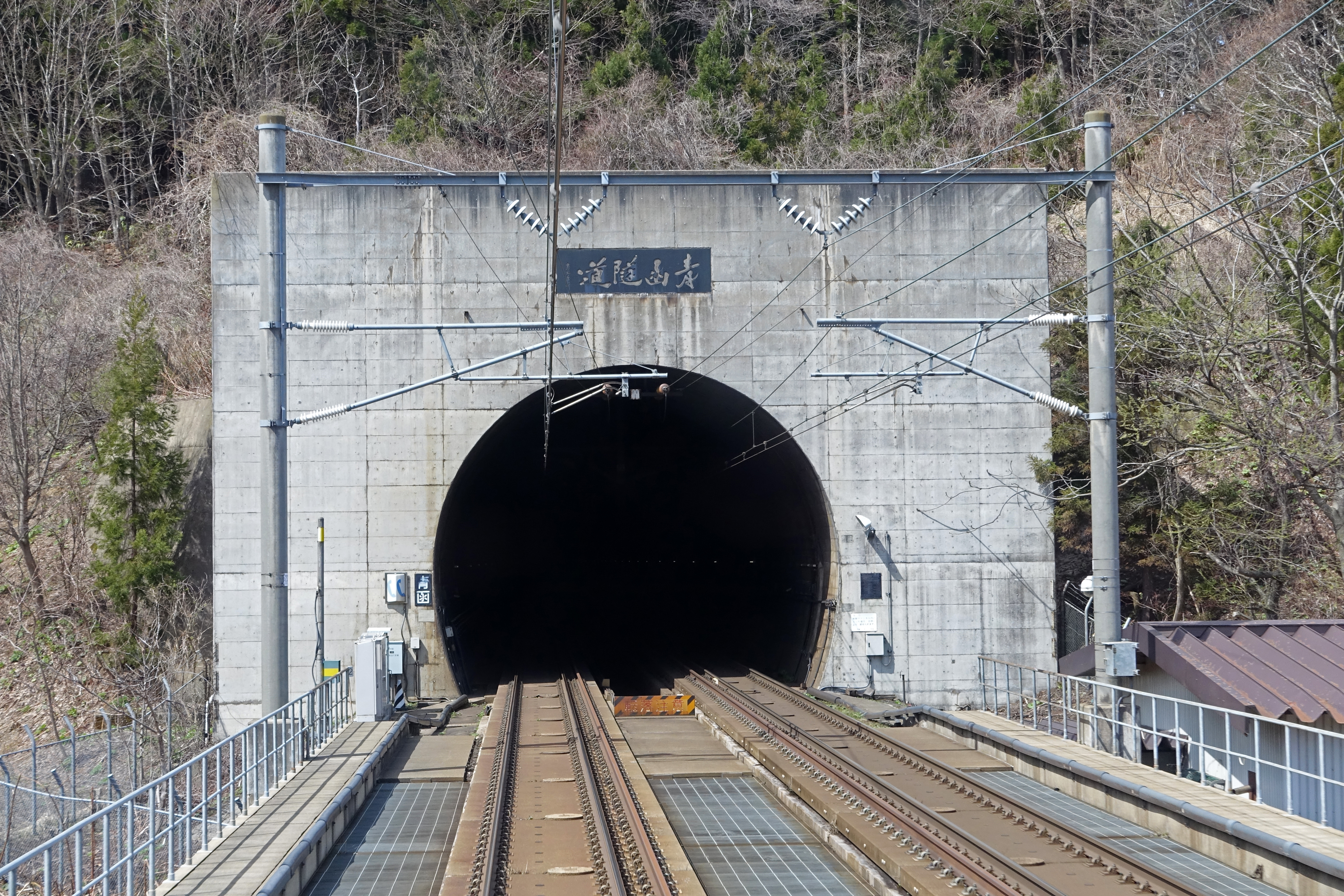
Entrée du tunnel du Seikan avec les voies à double écartement pour les Shinkansen et les trains classiques

## Liste des gares
| Gares                                                                           | Distance de Shin-Aomori (km)      | Villes                            | Préfectures                       | Correspondances (Réseaux / Lignes)                                           |                                   |
| En service depuis le 26 mars 2016                                               | En service depuis le 26 mars 2016 | En service depuis le 26 mars 2016 | En service depuis le 26 mars 2016 | En service depuis le 26 mars 2016                                            | En service depuis le 26 mars 2016 |
| ------------------------------------------------------------------------------- | --------------------------------- | --------------------------------- | --------------------------------- | ---------------------------------------------------------------------------- | --------------------------------- |
| Shin-Aomori 新青森                                                              | 0.0                               | Aomori                            | Aomori                            | - JR East Shinkansen : Tōhoku (interconnexion) - JR East : Ōu                |                                   |
| Okutsugaru-Imabetsu 奥津軽いまべつ                                              | 38.5                              | Imabetsu                          | Aomori                            | - JR East : Tsugaru (à Tsugaru-Futamata) - JR Hokkaido : Kaikyō              |                                   |
| Tunnel du Seikan                                                                |                                   |                                   |                                   |                                                                              |                                   |
| Kikonai 木古内                                                                  | 113.3                             | Kikonai                           | Hokkaidō                          | - JR Hokkaido : Kaikyō - South Hokkaido Railway : Dōnan Isaribi Tetsudō      |                                   |
| Shin-Hakodate-Hokuto 新函館                                                     | 148.9                             | Hokuto                            | Hokkaidō                          | - JR Hokkaido : Hakodate                                                     |                                   |
| En chantier partiel et à l'étude, ouverture finale prévue fin mars 2030 ou 2031 |                                   |                                   |                                   |                                                                              |                                   |
| Shin-Yakumo 新八雲                                                              | 203.0                             | Yakumo                            | Hokkaidō                          |                                                                              |                                   |
| Oshamambe 長万部                                                                | 236.1                             | Oshamanbe                         | Hokkaidō                          | - JR Hokkaido : Hakodate, Muroran                                            |                                   |
| Kutchan (ja) 倶知安                                                             | 290.2                             | Kutchan                           | Hokkaidō                          | - JR Hokkaido : Hakodate                                                     |                                   |
| Shin-Otaru 新小樽                                                               | 328.2                             | Otaru                             | Hokkaidō                          |                                                                              |                                   |
| Sapporo 札幌                                                                    | 360.3                             | Kita-ku, Sapporo                  | Hokkaidō                          | - JR Hokkaido : Chitose, Hakodate, Sasshō - Métro de Sapporo : Namboku, Tōhō |                                   |

1. 1 2  nom provisoire

## Exploitation

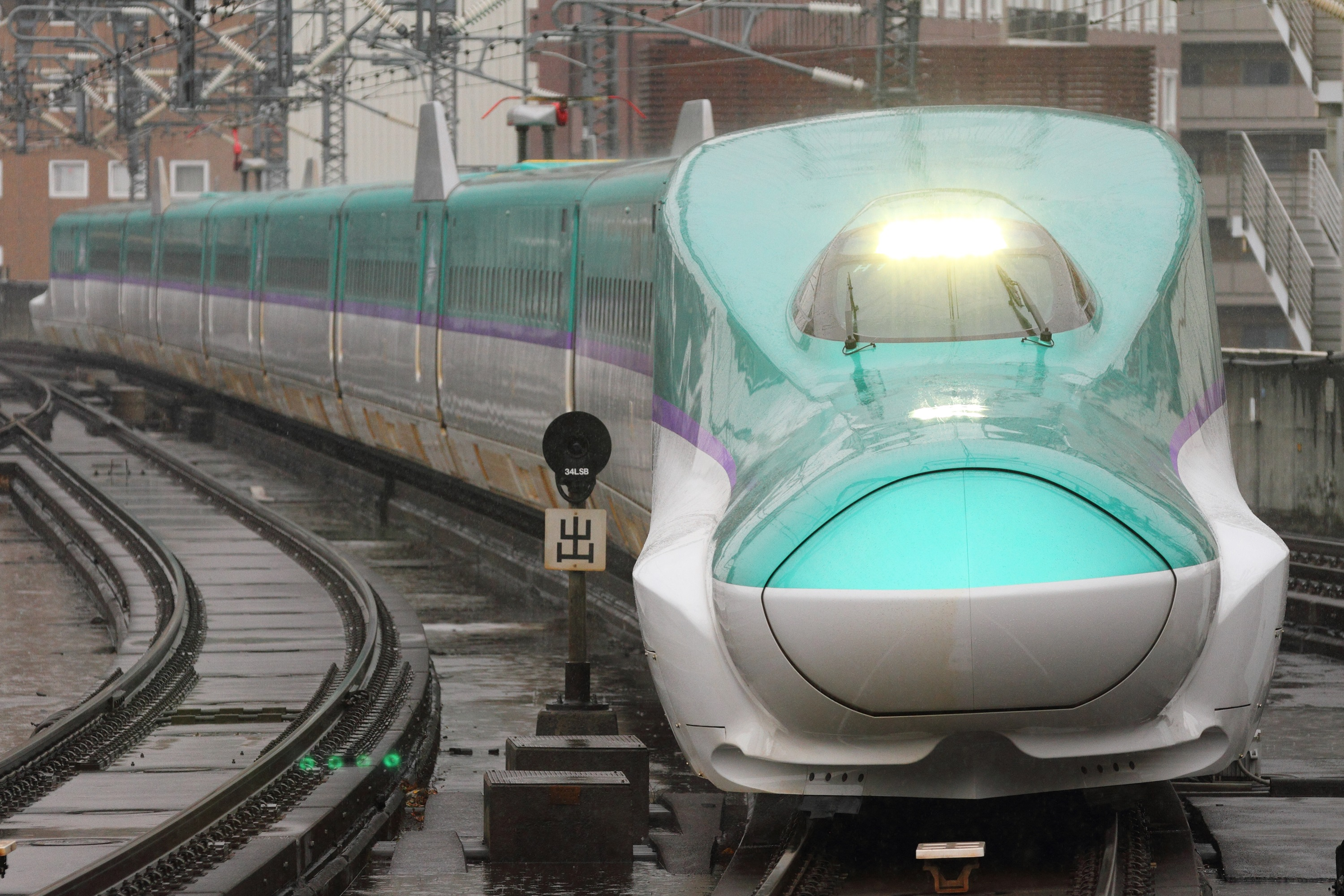
Shinkansen série H5

La ligne est parcourue par des rames Shinkansen série E5 (JR East) et série H5 (JR Hokkaido) sur des services Hayabusa et Hayate.
La ligne est interconnectée avec la ligne Shinkansen Tōhoku, permettant des liaisons avec Tokyo. Le meilleur temps de parcours entre Tokyo et Shin-Hakodate-Hokuto est de 3 h 54. La vitesse commerciale des Shinkansen est de 160 km/h dans le tunnel de Seikan depuis avril 2019 (le trajet direct dure 3 h 57) ; certains des trajets sont autorisés ponctuellement depuis décembre 2020 à la vitesse maximale de 210 km/h dans ledit tunnel soit un gain de trois minutes (3 h 54). À l'avenir, après des tests complémentaires, le trajet devrait être encore plus court et se réduire à 3 h 45 avec la mise en service de nouveaux Shinkansen aptes à rouler à 360 km/h (futures rames Alfa X…).